# Arthur Lundblom
Arthur Fritiof Lundblom, född 15 juli 1900 i New York, Förenta staterna, död 9 april 1991 i Stockholm, var en amerikansk-svensk läkare, biodlare och skriftställare.

## Biografi
Arthur Lundblom föddes i New York, Förenta staterna, av Alrik Lundblom, sjökapten och skeppsbyggmästare vid Djurgårdsvarvet, samt Bertha Georgina (född Lindgren). Uppväxt i New York, på Azorerna och i Djurgårdsstaden, Stockholm. Gift med sjuksystern vid Sophiahemmet Mona (född Ljungström), dotter till Fredrik Ljungström. Svåger till Emil Carelius och svärfar till Claes Sylwander.
Efter medicine licentiat med specialisering inom ortopedi vid Stockholms högskola var han verksam bland annat som regementsläkare med majors tjänstegrad vid Svea Ingenjörsregemente 1, samt bataljonsläkare vid Kungliga Livgardesskvadronen. Därutöver specialistläkare vid Stockholms folkskoledirektion, kirurg i egen privatklinik och engagemang vid pestsjukhus i Afrika.
Som sakkunnig inom biodling samverkade han med Sveriges biodlares riksförbund i utvärderingar av biraser gynnsamma för svenskt klimat, med mera. Utöver artiklar och essäer i facktidskrifter författade han boken Honungsbiet i Saga och Sanning (1959), efter att samma år ha vunnit "10 000-kronorsfrågan" i ämnet bin i Kvitt eller dubbelt med Nils Erik Bæhrendtz på SVT. År 1967 sändes hans dokumentärfilm Honungsjakt och pilgift tillsammans med Nils Linnman i SVT, om honungsvisare och massajer i det nyligen bildade Masai Mara viltreservat i Kenya.
Arthur Lundblom avled 1991 och begrovs på Norra begravningsplatsen i Stockholm.

## Biblio- och filmografi
- On Congenital Ulnar Deviation of the Fingers of Familial Occurrence i Acta Orthopaedica, Volume 3, 1932 Issue 3[4]
- Honungsbiet i Saga och Sanning (Natur & Kultur 1959)
- Stora biboken - människan och biet genom tiderna (Dag W. Scharp 1966, i redaktionskommitté tillsammans med Åke Hansson och Nils Pellmyr)
- Honungsjakt och pilgift (1967) (tillsammans med Nils Linnman)

## Utmärkelser

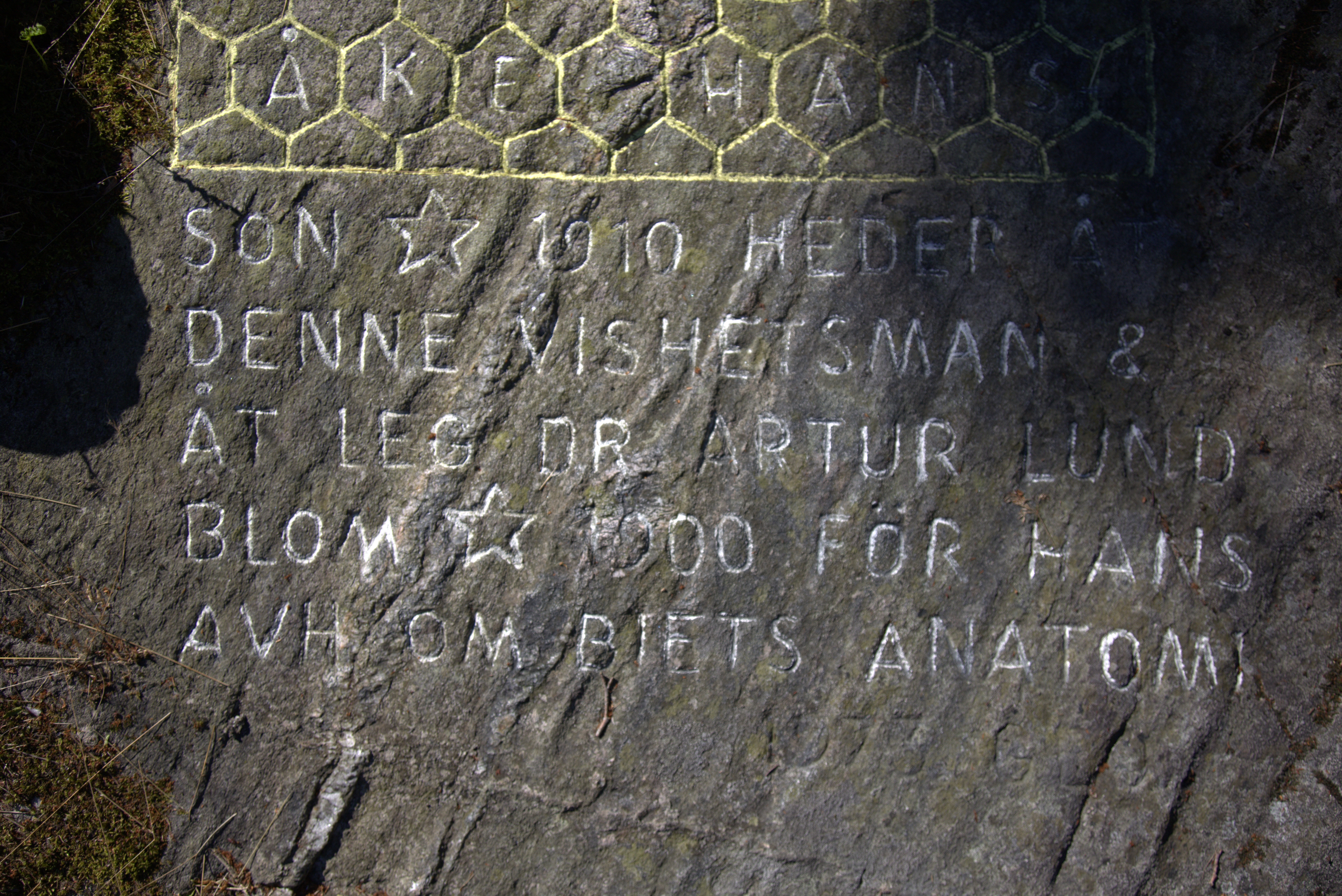
"Heder åt denne vishetsman & åt leg. dr. Arthur Lundblom". Hommage av stenristaren och biodlaren Georg Gustavsson (1899-1985) på Lillevatten, Bohuslän.

- "10 000-kronorsfrågan" i ämnet bin i Kvitt eller dubbelt i SVT
- Kungliga Patriotiska Sällskapets medalj för förtjänster om biodling
- Sveriges biodlares riksförbunds hederstecken